# Jackie Trent
Jackie Trent est une chanteuse et parolière britannique, née le 6 septembre 1940 à Newcastle-under-Lyme et morte le 21 mars 2015 à Minorque.
Son plus grand succès, Where Are You Now (My Love) (en), atteint la 1re place du UK Singles Chart en 1965. Au cours de sa carrière, elle écrit plus de 400 chansons avec son mari Tony Hatch (en).

## Biographie

### Jeunesse
Yvonne Burgess, née en 1940 dans le Staffordshire, commence à chanter en public durant son enfance. Elle remporte un concours de jeunes talents qui lui permet d'apparaître pour la première fois à la télévision. Elle chante pour la Royal British Legion, un organisme venant en aide aux anciens combattants, et se produit dans les clubs. Après avoir abandonné ses études à l'âge de quinze ans, elle s'installe à Londres pour faire carrière dans la chanson. La jeune fille adopte les noms de scène Jackie Tremayne, puis Jackie Trent, en référence au fleuve Trent, qui prend sa source dans le Staffordshire. Elle chante et danse dans des spectacles de variétés destinés à divertir les soldats britanniques stationnés en Europe et au Moyen-Orient,.

### Carrière musicale

#### Interprète
Sur son premier disque, produit par John Schroeder (en) et édité en 1962 par le label britannique Oriole Records, Jackie Trent interprète Pick Up the Pieces, un morceau composé par Hal David. Durant la décennie suivante, elle enregistre plusieurs albums pour Pye Records,. En 1965, elle fait la connaissance du compositeur et producteur Tony Hatch (en), qui l'encourage à écrire des paroles de chansons,. Where Are You Now (My Love) (en), le seul grand succès de Jackie Trent, sort en 1965. Le titre, coécrit avec Hatch, se classe no 1 du UK Singles Chart. Au cours des années 1960, Trent tient le premier rôle dans la comédie musicale Nell!, dont la troupe effectue une tournée nationale,. À la fin de sa carrière, elle se produit dans un autre spectacle musical, intitulé High Society.

#### Parolière
Jackie Trent et Tony Hatch, qui sont surnommés « Mr and Mrs Music », signent plus de 400 chansons au cours de leur carrière,. Elles sont interprétées par des artistes comme Frank Sinatra et Shirley Bassey. Plusieurs de ces titres, dont Trent a écrit les paroles, sont devenus des tubes. C'est le cas de The Other Man's Grass Is Always Greener (en) et Don't Sleep in the Subway de Petula Clark, ou encore Joanna (en) de Scott Walker. Elle signe les paroles et la musique de What Would I Be?, interprétée par le chanteur irlandais Val Doonican (en), qui atteint la 2de place du UK Singles Chart en 1966.
Le couple écrit We'll Be With You, l'hymne du Stoke City Football Club. Commercialisé en 1972, le titre se classe dans le Top 40. Durant les années 1970, ils signent la musique des comédies musicales The Card et Rock Nativity,, et travaillent également sur des productions télévisées. En 1984, ils cosignent le thème musical du soap opera australien Les Voisins (Neighbours).

### Autres activités
La chanteuse a écrit son autobiographie, qui reste inédite au jour de sa mort. Jackie: The Jackie Trent Story, un spectacle musical retraçant son parcours, est en projet.

## Vie privée
Jackie Trent et Tony Hatch (en) se marient en 1967. Le couple a vécu en Australie durant les années 1980. Ils se séparent en 1995 et divorcent en 2002. La chanteuse retourne au Royaume-Uni, puis se remarie et s'installe sur l'île de Minorque, aux Baléares,.

## Discographie

### Albums
- 1965 : The Magic of Jackie Trent (Pye)
- 1967 : Once More With Feeling (Pye)
- 1967 : Stop Me and Buy One (Pye)
- 1968 : Yesterdays (Pye)
- 1969 : The Look of Love  (Pye)
- 1975 : Can't Give It Up  (Pye)

### Compilation
- 2006 : Where Are You Now: The Pye Anthology  (Castle Music)